# بخش‌های دپارتمان لوا-ا-شر
بخش‌های دپارتمان لوا-ا-شر (انگلیسی: Arrondissements of the Loir-et-Cher department) شامل ۳ بخش به شرح زیر است:
1. بخش بلوا با ۹۴ کمون (فرانسه) و جمعیت ۱۷۱ هزار نفر در سال ۲۰۱۳ می‌باشد.
2. بخش رومورانتن-لانتونه با ۷۷ کمون (فرانسه) و جمعیت ۸۹ هزار نفر در سال ۲۰۱۳ می‌باشد.
3. بخش واندوم با ۱۰۵ کمون (فرانسه) و جمعیت ۷۰ هزار نفر در سال ۲۰۱۳ می‌باشد.